# Familicidio
Il familicidio è una tipologia di omicidio o omicidio-suicidio in cui il colpevole uccide familiari stretti in rapida successione, il più delle volte bambini, parenti, coniuge, fratelli o genitori. Nella metà dei casi, l'assassino conclude l'atto con un omicidio-suicidio. Qualora vengano uccisi soltanto i genitori, il caso rientra nella categoria del cosiddetto parricidio. Quando tutti i membri di una famiglia vengono uccisi, il crimine può essere definito annientamento familiare.

## Familicidio di terzi
Il familicidio era usato come mezzo di punizione aggravata nell'antichità. Nell'antica Cina esistevano i cosiddetti "nove stermini familiari", che consistevano nell'uccisione di un'intera famiglia allargata o di un clan, solitamente per tradimento. Machiavelli sosteneva nel Principe che lo sterminio della famiglia di un precedente sovrano fosse necessario per prevenire le rivolte. Il concetto tedesco di Sippenhaft, che implica la responsabilità dell'intero nucleo familiare per i reati di un individuo ad esso appartenente, fu adottato nella Germania nazista per punire e, talvolta, giustiziare i parenti dei disertori e chiunque fosse coinvolto nel complotto del 20 luglio. Cosa Nostra, negli anni '80, ha iniziato a uccidere i parenti, comprese donne e, più recentemente, bambini, di informatori (pentiti) e rivali.
Tale istituto non è formalmente incorporato in nessun sistema giudiziario moderno, fatta eccezione per la Corea del Nord, dove, ad esempio, le famiglie costrette nei campi di internamento spesso non sopravvivono.

## Annientamento familiare

### Definizione e statistiche
Tra il 1900 e il 2000, negli Stati Uniti, si contano 909 vittime di omicidi di massa (cioè l'uccisione di almeno quattro individui entro un periodo di 24 ore). Di questi, più della metà si è verificato all'interno di un nucleo familiare. Sebbene i casi di familicidio siano relativamente rari, questi rappresentano la forma più comune di omicidio di massa. Tuttavia, a causa delle discrepanze nei rapporti, i dati statistici sono spesso difficili da stabilire.
Il familicidio differisce da altre forme di omicidio di massa in quanto l'assassino uccide membri della famiglia o persone ad egli care piuttosto che persone anonime. Nonostante questo atto abbia un significato psicodinamico e psichiatrico diverso, non sempre viene fatta opportuna distinzione tra differenti casi di omicidio.
Uno studio condotto su 30 casi in Ohio ha rilevato che la maggior parte delle uccisioni era stata motivata dal desiderio di un genitore di cessare la sofferenza dei propri figli. Secondo il collaboratore di ABC News ed ex-agente dell'FBI Brad Garrett, le persone responsabili dell'uccisione delle proprie famiglie solitamente sono maschi bianchi sulla trentina; molti di questi crimini si verificano in agosto, prima dell'inizio delle scuole, cosa che causa ritardo nel rilevamento e nelle indagini.
In Australia, è stato condotto uno studio su sette casi di familicidio seguiti da suicidio: in questi, uno dei problemi identificati è rappresentato dalla separazione coniugale, seguita da controversie su affidamento e diritto di visita. Alcuni fattori comuni come discordia coniugale, infelicità, violenza domestica, abuso sessuale, minacce di danni a se stessi o ad altri sono stati riscontrati in vari gradi.
Il direttore del Centro di Criminologia Applicata della Birmingham City University David Wilson, nello studio "A taxonomy of male British family annihilators, 1980-2013" (condotto con altri due autori) esamina i familicidi in Inghilterra nel periodo citato, utilizzando come riferimento articoli di giornale. Lo studio ha concluso che la maggior parte degli assassini erano maschi;  tra gli uomini che uccidono le proprie famiglie si possono riconoscere coloro che credono che il proprio coniuge abbia commesso un errore e che pertanto debba essere punito; quelli che ritengono che i membri della famiglia siano stati una fontedi delusione; quelli che ritengono che a causa dei propri fallimenti finanziari sia venuto meno il senso di avere una famiglia; infine, coloro che desiderano salvare la propria famiglia da una minaccia percepita. Sono invece molte meno le donne che commettono familicidio, e coloro che se ne macchiano hanno ragioni differenti.
Una revisione della documentazione condotta nel 2018 ha rilevato le caratteristiche dei contesti e dei reati di familicidio. Tra i 63 articoli esaminati, nel 74-85% emergono problemi di relazione o separazione. Nell'articolo si danno prove di problemi finanziari, intossicazione e uso di armi da fuoco. Questa lettura ha rivelato che il 71% dei reati è stato influenzato dal conflitto tra i genitori, mentre il 29% è associato alle condizioni di vita dell'assassino. Infine, l'articolo riporta due studi: dal primo si evince che le motivazioni principali sono sentimenti di abbandono, psicosi e rabbia narcisistica; l'altro studio rileva che il 60% degli autori era suicida e il 40% omicida.

### Resoconto
Le dinamiche alla base dell'annientamento familiare possono derivare da una serie di fonti. 
David Wilson della Birmingham City University ha individuato quattro categorie di familicida: anomico, deluso, ipocrita e paranoico. 
Seguendo questa distinzione, il killer anomico vede la famiglia come un mero status symbol: qualora la propria condizione economica crollasse, egli la vedrebbe come un surplus nei confronti del suo fabbisogno personale. L'assassino deluso cerca di punire la famiglia per non essere all'altezza dei suoi ideali di vita familiare. L'assassino ipocrita annienta la famiglia per vendicarsi della madre, incolpandola per l'atto commesso. Infine, l'assassino paranoico uccide la sua famiglia figurandosi di proteggerla da qualcosa di ancora peggiore.

## Termini correlati
- Figlicidio – l'uccisione di un figlio (o dei figli) da parte del proprio genitore (o genitori)
- Infanticidio – l'uccisione di uno o più figli fino a 12 mesi di età
- Mariticidio – l'uccisione di un marito o di un'altra persona significativa; termine di common law corrente per entrambi i coniugi di entrambi i sessi
- Matricidio – l'uccisione di una madre
- Parricidio – l'uccisione del proprio padre
- Uxoricidio – l'uccisione di una moglie o di un'altra persona significativa